# サプライチェーン・マネジメント
サプライ・チェーン・マネジメント（英: supply chain management, SCM）、供給連鎖管理（きょうきゅうれんさかんり）とは、商品の原材料調達から生産加工や在庫管理、流通や販売、各プロセスに携わる物流など、商品の開発から消費者の手に渡るまでの一連の流れを指す。また、複数の企業間で統合的な物流システムを構築し、経営の成果を高めるためのマネジメント手法ともなる。なお、この場合の「複数の企業間」とは旧来の親会社・子会社のような企業グループ内での関係に留まらず、対等な企業間で構築される物流システムもサプライ・チェーン・マネジメントと呼ばれる。しかし、実際には企業間の取引は対等であると限らず、現実と理論との乖離があり、その隙間(gap)分析が重要になる。また、サプライチェーンが顧客に届くまでの複数企業間の流れであるのに対して、バリュー・チェーンは一企業内の業務の流れを指す。
米国のサプライチェーンカウンシルによる定義では
「価値提供活動の初めから終わりまで、つまり原材料の供給者から最終需要者に至る全過程の個々の業務プロセスを、一つのビジネスプロセスとしてとらえ直し、企業や組織の壁を越えてプロセスの全体最適化を継続的に行い、製品・サービスの顧客付加価値を高め、企業に高収益をもたらす戦略的な経営管理手法」
とされている。

## 概要

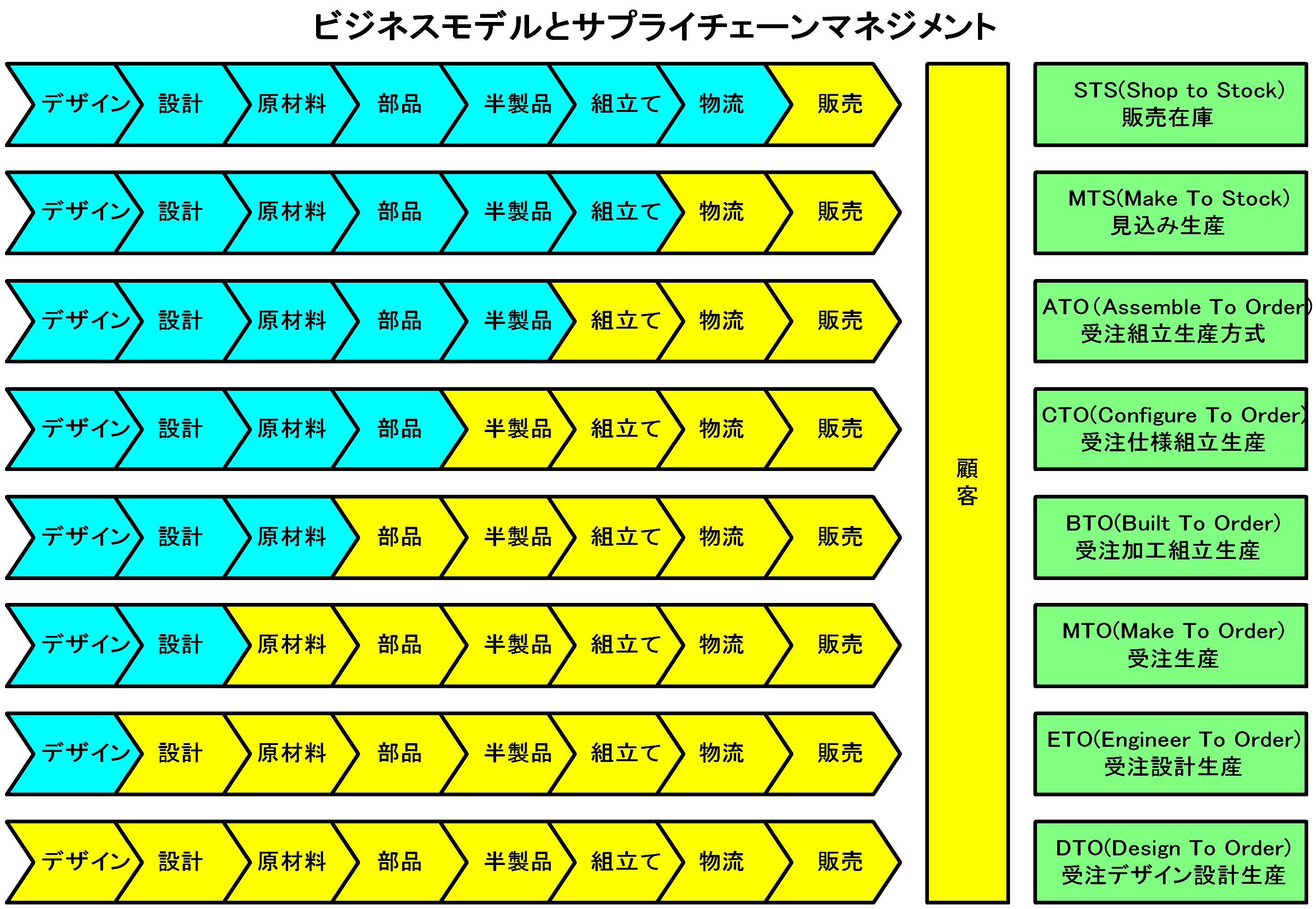
サプライチェーンマネジメントとビジネスモデル

サプライチェーン・マネジメントを考える場合には、インバウンドとアウトバウンドのサプライチェーンを区別する場合が多い。
インバウンドとアウトバウンドの定義は経営主体となる特定の企業の立場にたって見たときに、その企業と客との間の物流管理と在庫管理をアウトバウンドSCMと呼び、その企業の社内における半製品・素材の加工およびサプライヤーとの生産・物流・在庫の管理をインバウンドSCMと呼ぶ。
サプライチェーンの管理方式は、客からの注文をどの業務プロセスに引当てるか（注文対応形態、CODP Customer Order Decoupling Point）の違いから、いくつかのパターンに分類される。
在庫販売
顧客が在庫を見て注文する（Ship to Stock）STS
見込生産
見込で生産した在庫に顧客が注文する（Make to Stock）MTS
受注組立
顧客注文により最終の組み立てをする（Assemble to Order）ATO 
受注仕様組立
顧客の注文した内容に従った仕様で構成管理（コンフィギュレーション）をして納入する（Configure to Order）CTO
受注加工組立
顧客注文後に加工組み立てをして納入する（Build to Order）BTO
受注生産
顧客注文後に原材料調達をし生産納入する（Make to Order）MTO
受注設計生産
顧客の注文に従い設計し生産納入する（Engineer to Order）ETO
などがある。
サプライチェーン構築においては、加工工程などの製造装置の特性、需要特性などが大きく影響する。サプライチェーンがどのような産業上にあるか、例えば、素材産業、組立産業、流通小売業などの産業別で、サプライチェーンの一般的なモデルをパターン化することができる。
- 素材産業では、原材料を投入すると、加工装置の末端からは数種類の製品が派生的に生成される形態を持つ。サプライチェーンを管理するための主要な管理ポイントは、利益率の高い製品の加工生成を優先する生産配分機能にある。
- 組立産業では、材料の投入から最終組立まで、組立ラインやセル生産方式などが採用され同期一貫生産された生産形態を持つ。サプライチェーンを管理するための主要な管理ポイントは、完成品のライン・オフまたは梱包出荷の順序を、客の優先度、緊急度に合致させて生産活動を行う点にある。
- 流通小売産業では、流通在庫の管理が検討対象となり、小売POSの消費情報と流通上の在庫量とのPSI管理[注 1]、つまり仕入・在庫・販売の物の管理、生産側との同期化、PSI情報の共有等が決め手となる。

以上はあくまで、一般論であり、企業間競争が激化する昨今では、特定の産業が持つサプライチェーンの常識にとらわれずに、短納期化を推進することで、競合他社との差別化をはかる動きが顕著になっている。
1980年代頃から中間在庫をどのプロセスで持つかで、企業のビジネスモデルを分類したりする経営理論が流行した。デルは部品の段階で在庫を持ち、顧客の注文に応じた組立てを行うことで、不良在庫を減らし顧客満足度を向上して大成功した。デルのこのSCMを上述のように「build to order」(BTO)という。今ではBTOはほとんどのパソコンメーカーで行われている。
現在、製造業ではSCMによるビジネスモデルの構築は常識となっている。
グローバルSCMでは、上記の素材～組立～流通～小売のサプライチェーンを同期化させて、グローバルレベルでのオペレーションの同期化を図る取り組みが進んでいる。古くは、自動車産業の部品サプライヤー間でのグローバルSCMにはじまり、2000年代に入ってからは自動車以外の製造業のグローバル・プレーヤーがSCM構築に取り組んでいる。例えば、東南アジアの部品サプライヤー⇒中国の完成メーカー⇒欧州小売店舗といったグローバルSCMを、Global Weekly PSI(週次の定期発注の在庫管理方式)で同期化する取組みが進み、サプライチェーン内の在庫(原材料間材、完成品)を高速回転させる仕組みが定着している。
ここで、Global Weekly PSI構築の考慮点としては、原材料から最終消費までのリードタイムが比較的長いことがあげられる。例えば、東南アジアの部材が、中国で最終組立されて、欧州の店舗にとどくまでに、船便であれば10週間前後のリードタイムがかかるケースがある。このため、PSI計画の運用では、最終消費の需要の読み(=Sの値の置き方)と、在庫の高さ(=Iの在庫日数)の設定方法、リードタイムをずらした後の原材料や完成品の生産ポジション、供給量(=Pの値の算出)の決定をPSI計画上でシミュレーションすることで、実際のSCMオペレーションの最適化を図る取り組みが一般的である。
SCMの構築は、経営者の観点からはROAの改善を目的として、インバウンドSCMにおける在庫削減に取り組むケースや、客向けの短納期対応を目的として、アウトバウンドSCMにおける即納体制の整備に取り組むケースなどがある。こうしたSCM構築の取組みの多くは、必ずしも特定のソリューション・パッケージの導入で問題が解決するものではない。むしろ、経営目標にあわせた仮説検証型の現状業務の分析を通して、将来にわたって企業活動の競争優位を確保するために、業務プロセスのあるべき姿を定義するところからスタートすることが一般的といえよう。
SCM構築を成功させる上では、企業活動における業務プロセス上のイノベーションを実現するための取組み課題を適切に抽出し、課題定義することができるか否かが重要なチェックポイントとなる。言い換えれば、SCMを中心テーマとして業務改革、意識改革、組織改革といった企業活動を取り巻く経営環境や企業文化に踏み込んで、業務遂行上の課題を的確に把握し、新たなビジネス・モデルの設計と新規業務プロセスへの移行を着実に実施することがSCM構築において重要である。
例えば、中国の企業においてもビジネス・モデルが競争優位の源泉になるという考え方が徐々に浸透しつつあり、デザイナーをイタリアから雇用し、デザイン重視の商品企画を行うとともに、短納期の受注生産システムで在庫ロスを最小限に抑えた業務プロセスを設計・運用するといったことがもはや常識となりつつある。

## 歴史

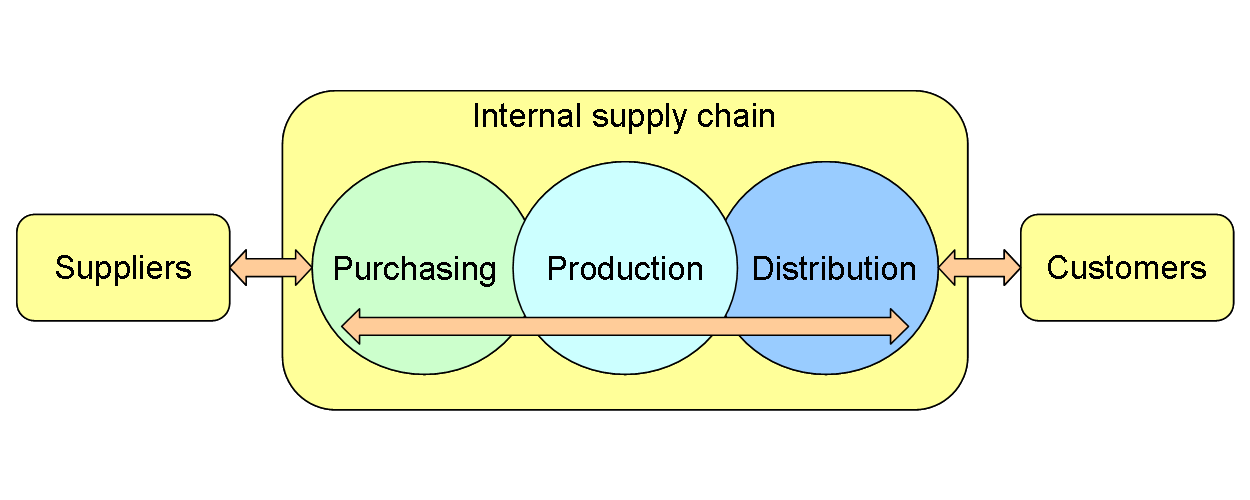
会社のサプライチェーンの実例;矢印は、サプライヤー関係管理、内部SCMおよびカスタマー・リレーションシップ・マネジメントを表す。

- 1983年　ブーズ・アレン・ハミルトン（コンサルティング会社）が初めて「サプライチェーン・マネジメント」という言葉を用いる。
- 1996年　米国において業種業態の違いを越えてサプライチェーンプロセスを記述、評価するための共通言語としてのサプライチェーン運用参照モデルSCORを開発、普及する目的で、サプライチェーンカウンシル（SCC）がNPO法人として設立された。その後、欧州、日本、豪州、中南米、中国、東南アジア、南アフリカに支部が開設され、2007年12月時点では800強の会員組織で構成されている。
- 1998年　米国業界団体 Council of Logistics Management（CLM）が、前年にクーパー等が書いた論文に従い、「ロジスティクスをサプライチェーン・マネジメントの一部である」としロジスティクスの定義を見直す。

## プロセス
サプライチェーンカウンシル (SCC) はSCORモデルを開発した際、SCMの行程をプラン、ソース、メイク、デリバー、リターンに分類した。以下は各行程の目的である。
1. プラン:　シーシング、生産、配送を最適化するために諸活動を計画し、需要と供給をバランスさせること。
2. ソース:　計画あるいは実需要に応えるためにモノやサービスを購買すること。
3. メイク:　計画あるいは実需要に応えるために原材料、仕掛品を製品に変えること。
4. デリバリー:　計画あるいは実需要に応えるために製品を提供すること。通常、受注マネジメント、配送[注 7]マネジメント、流通[注 8]マネジメントを含む。
5. リターン:　諸事由により返却された製品を受領すること。配送後の顧客サポートをも含む。

またLambert等 (1997) の研究者グループは、サプライチェーン・マネジメントのプロセスとして以下8項目を並べ、現場の課題でありリサーチの必要があるとしている。
1. 顧客リレーションマネジメント[注 9]
2. 顧客サービスマネジメント[注 10]
3. デマンドマネジメント[注 11]
4. オーダーフルフィルメント[注 12]
5. 生産フローマネジメント[注 13]
6. サプライヤーリレーションシップマネジメント[注 14]
7. 製品開発とコマーシャリゼーション[注 15]
8. リターンマネジメント[注 16]

## SCMソフトウェア、SCMサービスを提供する企業
SCMという概念は購買調達の場におけるコンピュータシステム利用による単一企業を超えた情報管理により誕生した。軍事用途学術用途に限られていたインターネット技術が一般に利用がひろがり、企業がイントラネットとして社内用途に使用し、さらにエクストラネットとして企業間に用いるようになり、そして、購買調達業務がエクストラネットを足場として社内システム（イントラネット）と結び付きシステム化されこれがサプライチェーンマネジメントという概念で呼ばれるようになった。
こうしたコンピュータシステムは一から作成するので時間が掛かる。そのため、あるテンプレート（雛形）を元に構築するようになった。（これは購買調達業務に限られる話ではないが。）このようなテンプレートをベースに業務システムを構築できるようなソフトウェアをパッケージと呼んでいる。こうしたパッケージを、特に業務用途のパッケージにて業務課題解決（ソリューション）するものという意味でソリューションパッケージと呼ぶようになった。